# Omus cazieri
Omus cazieri är en skalbaggsart som beskrevs av Van den Berghe 1994. Omus cazieri ingår i släktet Omus och familjen jordlöpare. Inga underarter finns listade i Catalogue of Life.